# Rosette (Kurve)

Abbildung 1: Rosetten

Abbildung 2: Rosetten

Abbildung 3: Rosette

Foucaultsches Pendel
Abbildung 4: Rosette: {\displaystyle n=\pi ,\ 0\leq \varphi \leq 40\pi }

Abbildung 5: Rosetten

Eine Rosette ist in der Geometrie eine ebene Kurve, die sich in Polarkoordinaten durch eine Gleichung
{\displaystyle r=a\cos(n\varphi )\ ,\ n=1,2,3,\dots ,\;a>0,}
beschreiben lässt, d. h. die zugehörige Parameterdarstellung ist
{\displaystyle x=a\cos(n\varphi )\;\cos(\varphi )},
{\displaystyle y=a\cos(n\varphi )\;\sin(\varphi )}.
Falls
{\displaystyle n=1} ist, ergibt sich der Kreis mit der Gleichung {\displaystyle (x-0{,}5)^{2}+y^{2}=0{,}25},
{\displaystyle n=2} ist, ergibt sich ein Quadrifolium (4-blättrige Rosette),
{\displaystyle n=3} ist, ergibt sich ein Trifolium (3-blättrige Rosette),
{\displaystyle n=4} ist, ergibt sich ein 8-blättrige Rosette,
{\displaystyle n=5} ist, ergibt sich ein 5-blättrige Rosette.
Für
{\displaystyle n} gerade ist die Rosette {\displaystyle 2n}-blättrig.
{\displaystyle n} ungerade ist die Rosette {\displaystyle n}-blättrig.
Bemerkung: Die Verwendung der Sinusfunktion statt der Kosinusfunktion bewirkt nur eine Drehung der Rosette.
Verallgemeinerungen
1. Lässt man für {\displaystyle n} rationale Werte zu, so ergeben sich auch geschlossene Kurven (s. Abb. 2).
2. Für irrationale Werte von {\displaystyle n} sind die Kurven nicht geschlossen (s. Abb. 4).
3. Addiert man zu {\displaystyle r} eine Konstante: {\displaystyle r=a\cos(n\varphi )+\color {magenta}{c}}, ergeben sich Rosetten mit großen und kleinen Blütenblättern (s. Abb. 3).

Bemerkung: Das Foucaultsche Pendel beschreibt eine offene Rosettenkurve.

## Flächeninhalt
Eine Rosette {\displaystyle r=a\cos(n\varphi )} besitzt den Flächeninhalt
{\displaystyle {\frac {1}{2}}\int _{0}^{2\pi }(a\cos(n\varphi ))^{2}\,d\varphi ={\frac {a^{2}}{2}}\left(\pi +{\frac {\sin(4n\pi )}{4n}}\right)={\frac {\pi a^{2}}{2}}}
falls {\displaystyle n} gerade ist, und
{\displaystyle {\frac {1}{2}}\int _{0}^{\pi }(a\cos(n\varphi ))^{2}\,d\varphi ={\frac {a^{2}}{2}}\left({\frac {\pi }{2}}+{\frac {\sin(2n\pi )}{4n}}\right)={\frac {\pi a^{2}}{4}}}
falls {\displaystyle n} ungerade ist.
Es besteht also ein einfacher Zusammenhang mit der Fläche des umgebenden Kreises mit Radius {\displaystyle a}.